# Ulu Mamis Situnggaling
Ulu Mamis Situnggaling is een bestuurslaag in het regentschap Tapanuli Selatan van de provincie Noord-Sumatra, Indonesië. Ulu Mamis Situnggaling telt 744 inwoners (volkstelling 2010).